# Juana Inés de la Cruz

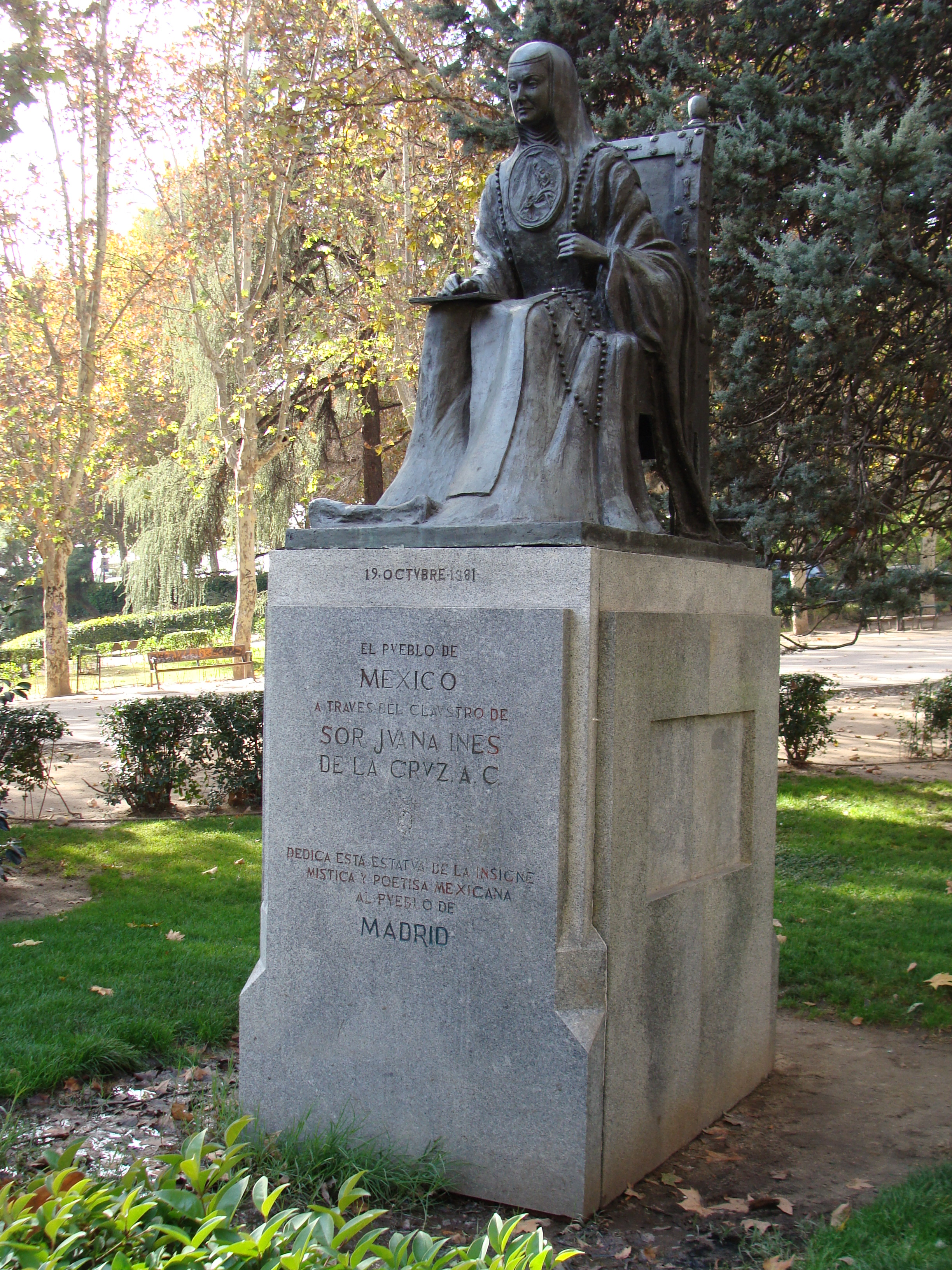
Socha sestry Juany Inés de la Cruz v Madridu

Sestra Juana Inés de la Cruz (12. listopadu 1648 – 17. dubna 1695) byla mexická řeholnice a básnířka ovlivněná Góngorou a Quevedem. Původním jménem Juana Inés de Asbaje y Ramírez de Santillana.

## Biografie
Pocházela z rodiny žijící v malé vesničce San Miguel de Nepantla nedaleko Amecameca. Již ve věku 10 let uměla latinsky a stala se nejen vášnivou čtenářkou antických autorů, ale sama začala psát své první literární pokusy. Ve věku 14 se stala známou pro svůj půvab, nadání a básnický talent. Péči jí věnovala manželka mexického místokrále. Ve věku 16 let vstoupila Juana do řádu bosých karmelitánek, který však po třech měsících opustila. V roce 1669 vstoupila do řádu hieronymitek, v němž zůstala až do smrti.
Měla všestranné vědecké zájmy; kromě jiného pozorovala hvězdy. Říkala, že zasvěcením se vědě se člověk přibližuje Bohu. Psala poesii i prózu, dramata i komedie, často vystupovala proti ponižování žen muži.
Zemřela na následky morové nákazy 17. dubna 1695.

## Spisy
Mezi nejdůležitější díla patří Neptuno Alegórico (1680), Carta Athenagórica (1690), autobiografická esej Respuesta a Sor Filotea de la Cruz (Odpověď sestře Filotas de la Cruz) (1691) a poema Primer sueño (První sen).

### České překlady
- Naděje do zlata tkaná, výbor z díla, překlad Josef Forbelský, překlad veršů Ivan Slavík, Praha, Vyšehrad, 1988, ISBN 80-7021-007-9

## Fotogalerie

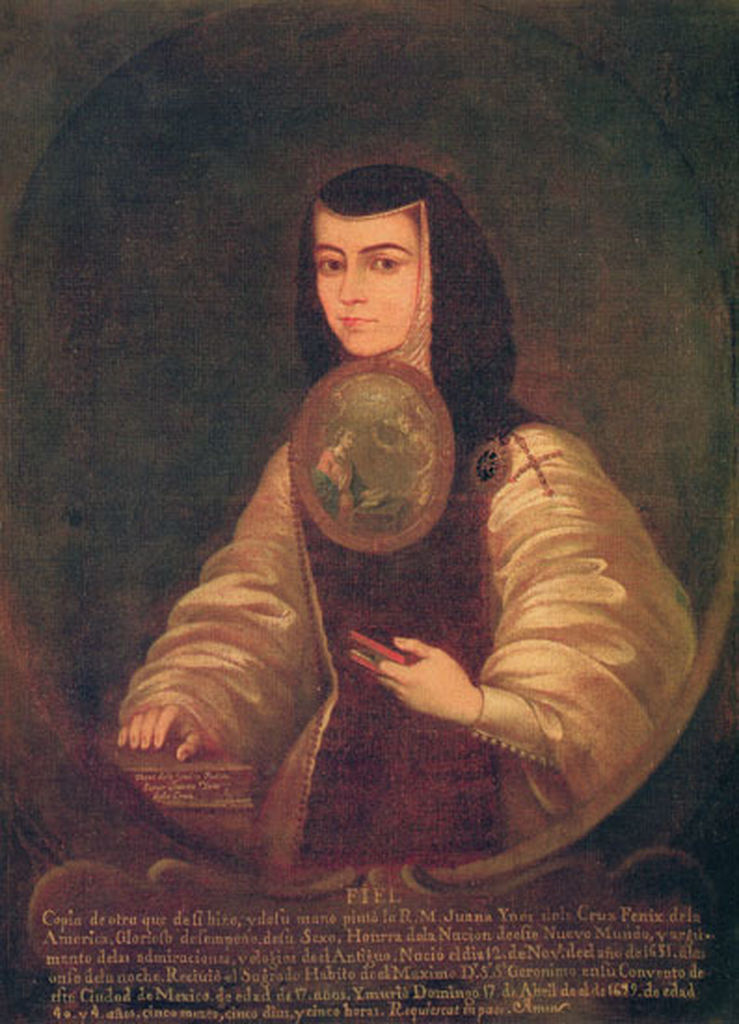
Juana Inés de la Cruz
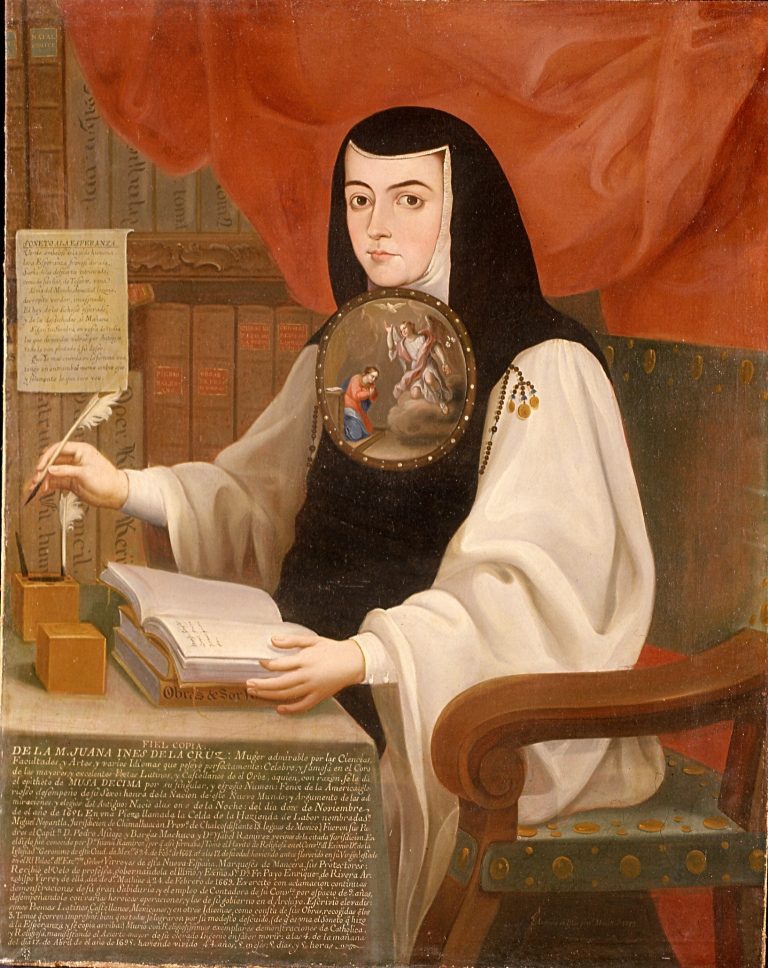
Juana Inés de la Cruz
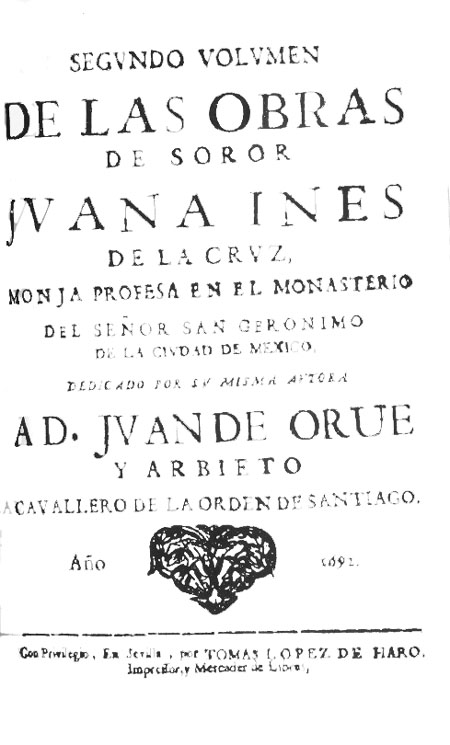
Segundo tomo de las obras de sóror Juana Inés de la Cruz
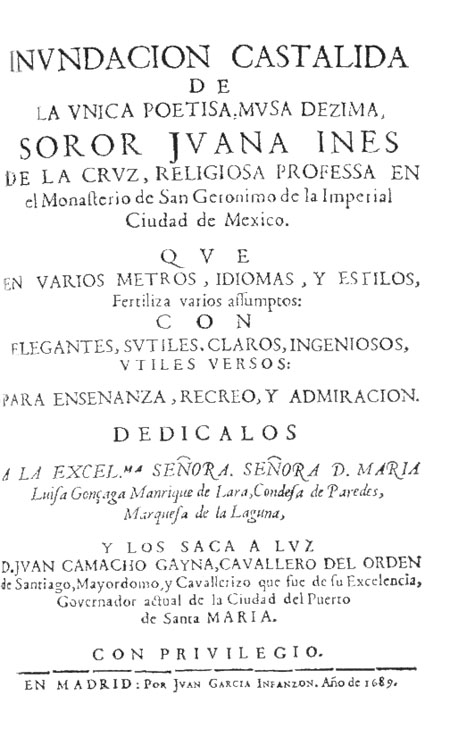
Primera parte de Inundación castálida, obras completas de Sor Juana Inés de la Cruz (Madrid, 1689)
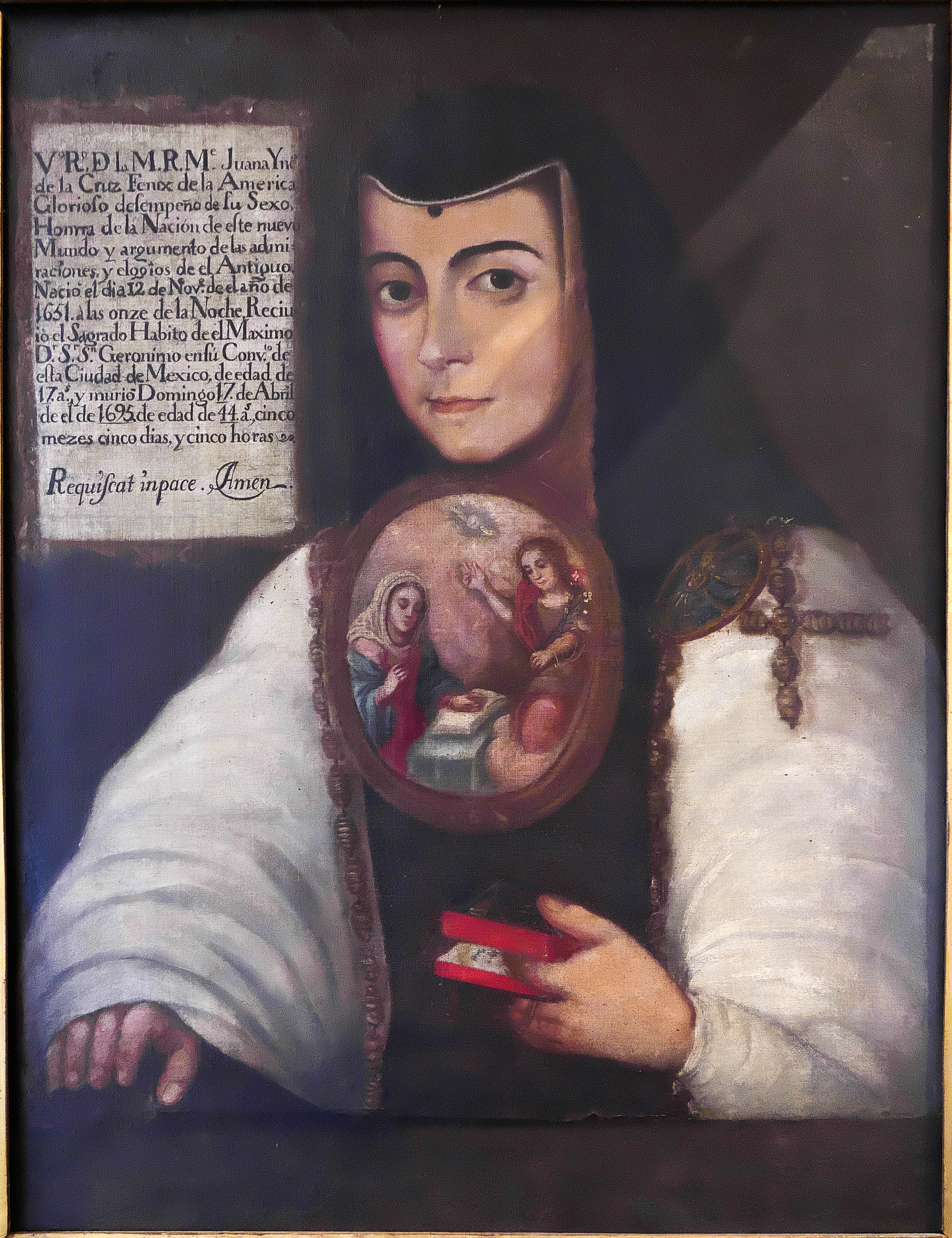
Convento de Santa Paula (Sevilla)